# Piaget SA
Piaget là một thương hiệu đồng hồ và nữ trang cao cấp của Thụy Sĩ, do ông Georges Piaget thành lập vào năm 1874 tại một ngôi làng trong vùng "La Côte aux Fées". Thương hiệu thuộc sở hữu của tập đoàn Richemont, Thụy Sĩ chuyên gia trong lĩnh vực công nghiệp hàng cao cấp.

## Lịch sử
Các thông tin trên được nhãn hiệu cung cấp, mọi trường hợp ngoại lệ đều được chỉ rõ.

### Các cửa hàng Piaget

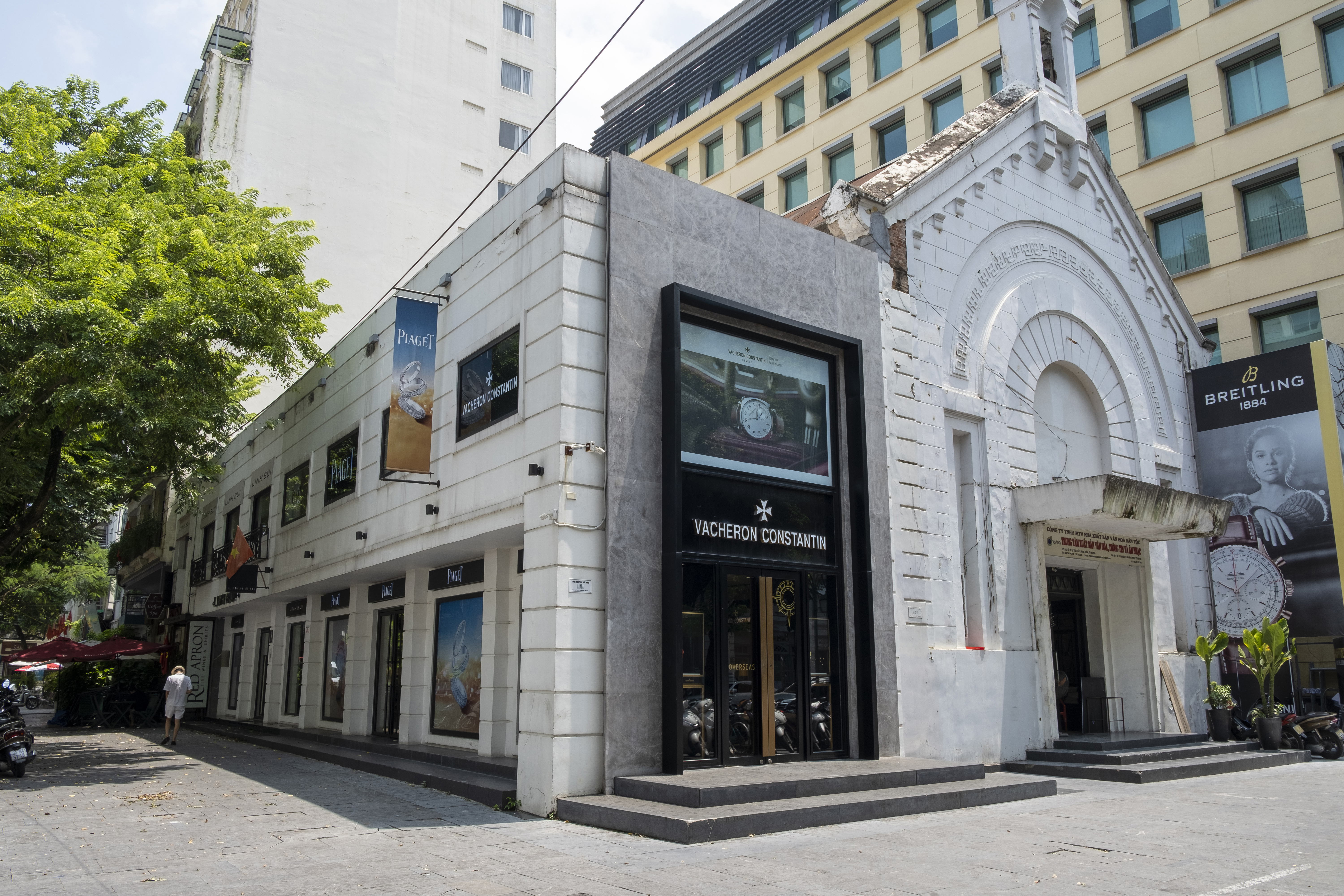
Cửa hàng Piaget ở Hà Nội, Việt Nam